# Transversal (matemática)
En teoría de hipergrafos y combinatoria, la transversal de un hipergrafo H definido sobre un conjunto base A, es el hipergrafo τ(H) conformado por los subconjuntos de A que intersecan a todas las hiperaristas de H. Formalmente, dado un hipergrafo H definido sobre un conjunto base A, la transversal de H es el operador definido como: 
{\displaystyle \tau ({\mathcal {H}}):=\{Z\subseteq A;\forall X\in {\mathcal {H}},X\cap Z\neq \emptyset \}}
Note que τ(H) es subconjunto del conjunto potencia del conjunto base, P(A).
El conjunto transversal de una estructura de hipergrafos G:=(H,K) se define como:
{\displaystyle \tau ({\mathcal {G}}):=(\tau ({\mathcal {K}}),\tau ({\mathcal {H}}))}
y no τ(G):=(τ(K),τ(H)) como se podría pensar. Esto debido a que el operador transversal es antítono.

## Complejidad computacional
Del punto de vista de complejidad computacional, el operador transversal es ineficiente, pues crece exponencialmente en función del tamaño de la entrada (sea esta H o G). En efecto, la única forma de determinar todos sus elementos es recorriendo todos los elementos de P(A), y verificando la condición de intersección de la definición.